# 東寶實業集團
東寶實業集團有限公司，由民營企業家李一奎創立。1984年，李一奎創立位於吉林省通化市白山滋补品厂，1985年12月，正式創立東寶實業集團有限公司。
其中主核心公司是通化東寶藥業股份有限公司（600867.SS）、通化葡萄酒股份有限公司（600365.SS）成功在上海證券交易所上市，非上市包括國際商貿、房地產開發、環保建材、印刷包裝、綠色農業等行業。

## 通化東寶五藥
通化東寶五藥有限公司，由控股公司東寶實業集團有限公司旗下公司，前身是通化白山製藥五廠。
2003年，位于中國吉林省通化县的东宝新村成立，主要生產含片、口服液等醫藥用品。該公司生產的「射干利咽口服液」被中國列为国家二级中药保护品，另生產有：「枣参安神胶囊」、「风湿安泰片」、「慢肝养阴胶囊」、「参坤养血口服液」、「胃康灵胶囊」、「脑心舒口服液」等二十余种品類。